# Concert per a piano núm. 1 (Bartók)
El Concert per a piano núm. 1, Sz. 83, BB 91 de Béla Bartók va ser compost l'any 1926. Té una durada d'entre 23 i 24 minuts.

## Origen
Durant gairebé tres anys, Bartók havia compost poc. Va trencar aquest silenci amb diverses obres per a piano, una de les quals va ser el Concert per a piano, compost entre l'agost i el novembre de 1926.

## Representacions
L'obra es va estrenar al cinquè Festival Internacional de la Societat Internacional de Música Contemporània de Frankfurt l'1 de juliol de 1927, amb Bartók com a solista i Wilhelm Furtwängler dirigint.
L'estrena americana programada l'any 1927 al Carnegie Hall de la Filharmònica de Nova York, en una gira de Bartók, va ser cancel·lada pel director Willem Mengelberg a causa d'un assaig insuficient. La Rapsòdia de Bartók va ser la substituta al programa. El Concert es va estrenar finalment als EUA el 13 de febrer de 1928 al mateix lloc, amb Fritz Reiner dirigint l' Orquestra Simfònica de Cincinnati i Bartók com a solista.

## Anàlisi
El concert arriba després d'un interès creixent per la música barroca per part de Bartók, que es demostra amb dispositius com l'ús creixent del contrapunt. L'obra, però, conserva la duresa i la dissonància que són característiques de Bartók. Aquí, com en altres llocs de la producció de Bartók, el piano s'utilitza percussivament. La importància dels altres instruments de percussió queda il·lustrada per la nota de Bartók:
La percussió (incloent les timbales) s'ha de col·locar directament al costat del piano (darrere del piano).
Aquesta nota s'omet en una sèrie de partitures impreses, restaurades en impressions recents.
Bartók va escriure sobre el concert: "El meu primer concert... El considero una obra d'èxit, encara que el seu estil és fins a cert punt difícil, potser fins i tot molt difícil per a l'orquestra i el públic".

## Instrumentació
El concert està escrit per a una orquestra que consta d'un piano solista, dues flautes (una doblant amb flautí), dos oboès (un doblant amb corn anglès), dos clarinets (un amb clarinet baix), dos fagots, quatre trompes (en fa), dues trompetes (en do), tres trombons, timbals, dos bombos (un amb caixons i un altre sense), bombo, quatre plats, triangle, tam-tam i cordes.

## Moviments
1. Allegro moderato – Allegro
2. Andante – attacca
3. Allegro molto

## Enregistraments
- Leonid Hambro (piano), Robert Mann (conductor), Zimbler Sinfonietta. LP recording, 1 sound disc: 33⅓ rpm, monaural, 12 in. Bartók Records 313, recorded 1958. New York: Bartók Records, 1959.
- György Sándor (piano), Rolf Reinhardt (conductor), Sudwestfunkorchester, Baden-Baden, LP recording, 1 sound disc: 33⅓ rpm, stereo, 12 in. Vox STPL 511.350. Paris: Vox, 1960. Reissued on 12-inch LP, Turnabout TV 340655, New York: Turnabout Records, [1970s].
- Géza Anda (piano), Ferenc Fricsay (conductor), Radio-Sinfonie-Orchester Berlin, LP recording, 1 sound disc: 33⅓ rpm, monaural, 12 in. DGG LPM 18708. [Hamburg]: Deutsche Grammophon, 1961. Reissued on CD, DG 447 399-2, Hamburg: Deutsche Grammophon, [n.d.], recorded 1960.
- Rudolf Serkin (piano), George Szell, conductor Columbia Symphony Orchestra, LP recording, 1 sound disc: 33⅓ rpm, stereo, 12 in. Columbia Masterworks MS 6405. New York: Columbia Masterworks, 1963.
- Peter Serkin (piano); Seiji Ozawa (conductor), Chicago Symphony Orchestra, LP recording, 1 sound disc: 33⅓ rpm, stereo, 12 in. RCA Victor LSC 2929. [New York]: RCA Victor, 1967.
- Kornel Zemplény (piano), János Ferencsik (conductor), Hungarian State Orchestra, LP recording, 1 sound disc: 33⅓ rpm, stereo, 12 in. Westminster WST 17003, New York: Westminster Records, [1960s]. Reissued on 12-in. LP, Music Guild MS 197, [N.p.]: Music Guild, 1970.
- Daniel Barenboim (piano), Pierre Boulez (conductor), New Philharmonia Orchestra, LP recording, 1 sound disc: 33⅓ rpm, stereo, 12 in. Angel S-36605. Hollywood: Angel, 1970.
- Zoltán Kocsis (piano), György Lehel (conductor), Budapest Symphony Orchestra, LP recording, 1 sound disc: 33⅓ rpm, stereo, 12 in. Hungaroton SLPX 11516, Béla Bartók Complete Edition: Orchestral Music 7, Budapest: Hengaroton, 1970.
- Stephen Bishop Kovacevich (piano), Colin Davis (conductor), London Symphony Orchestra, CD recording, 1 sound disc: digital, stereo, 4¾ in. Silver Line Classics. [Germany?]: Philips, 1990, recorded in London, 1975.[Cal citació completa][full citation needed]
- Vladimir Ashkenazy (piano), Sir Georg Solti (conductor), London Philharmonic Orchestra, recorded 1981
- Zoltán Kocsis (piano), Iván Fischer (conductor), Budapest Festival Orchestra[Cal citació completa]
- György Sándor (piano), Ádám Fischer (conductor), Hungarian State Orchestra[Cal citació completa]
- Maurizio Pollini (piano), Claudio Abbado (conductor), Chicago Symphony Orchestra, DGG 415 371-2.[Cal citació completa][full citation needed]
- Jenő Jandó, Budapest Symphony Orchestra unter András Ligeti, Naxos, 1994
- András Schiff, piano, Iván Fischer (conductor), Budapest Festival Orchestra, recorded April 1996 in Budapest in the Italian Cultural Institute. Eberhard Sengpiel (sound engineer).[Cal citació completa][full citation needed]
- Krystian Zimerman (piano), Pierre Boulez (conductor), Chicago Symphony Orchestra. Deutsche Grammophon – 00289 477 5330. Germany, 2005.
- Jean-Efflam Bavouzet (piano), Gianandrea Noseda (conductor), BBC Philharmonic, Chandos, released 2010.[Cal citació completa][full citation needed]